# Jackson (Caroline du Sud)
Pour les articles homonymes, voir Jackson.
Jackson est une ville du comté d'Aiken, dans l'État de la Caroline du Sud, aux États-Unis,. En 2010, elle compte une population de 1 700 habitants.

## Démographie
Lors du recensement de 2010, la ville comptait une population de 1 700 habitants, tandis qu'en 2019, elle est estimée à 1 803 habitants.